# Musée de l'érotisme (Hambourg)
L’Erotic Art Museum de Hambourg a ouvert en 1992, à Bernhard-Nocht-Straße 69 (« soixante-neuf », insiste le site), dans le quartier de Saint-Paul. Il a fermé ses portes en 2007.

## Historique
L’Erotic Art Museum de Hambourg était un musée consacré aux œuvres d'art érotiques. Inauguré au mois de novembre 1992, il a déménagé en 1997 à Nobistor et, à l'occasion des 10 ans du musées, a retrouvé son implantation initiale en 2002, avec cette fois une galerie d’exposition de 2 000 m2.
La collection du musée représentait plus de 1000 œuvres (voire 2000 selon certaines sources) des six derniers siècles, entre autres de George Grosz, d’Otto Dix, de Picasso, de Keith Haring et de Tomi Ungerer. Jusqu'en 2007 il a attiré 2 millions de visiteurs.
En 2005 Friedrich Frahm exposait 1 200 sur une surface de 200 m2. Malgré la fermeture du musée, en 2007, il fut autorisé à continuer d'exposer ses tableaux au même endroit.